# Marina Warner
Marina Sarah Warner, OBE, (Londen, 9 november 1946) is een Brits schrijfster van romans en korte verhalen, die vooral bekendheid geniet als feministisch auteur van wetenschappelijke werken op het terrein van vrouwenstudies en mythologie.
Warner groeide op in Caïro, Brussel en Berkshire en studeerde Italiaans en Frans aan Lady Margaret Hall van de Universiteit van Oxford. Haar eerste boek was The Dragon Empress: The Life and Times of Tz'u-hsi, Empress Dowager of China, 1835-1908 dat werd gevolgd door het - controversiële - Alone of All Her Sex: The Myth and the Cult of the Virgin Mary, een provocerende studie over de aanbidding van de Maagd Maria in de Katholieke Kerk. Haar volgende boeken Monuments & Maidens: The Allegory of the Female Form en  Joan of Arc: The Image of Female Heroism kregen eveneens een groot publiek.
Haar roman The Lost Father stond op de short list voor de Booker Prize in 1988, terwijl haar From the Beast to the Blonde: On Fairy Tales and Their Tellers werd onderscheiden met de Mythopoeic Award in de categorie Scholarship Award in 1996. In 2006 ontving Warner een eredoctoraat van de Universiteit van Oxford. In 2008 werd ze onderscheiden als Commandeur in de Orde van het Britse Rijk. In 2015 werd de Noorse Holbergprijs aan haar toegekend.

## Biografie
- The Dragon Empress: Life and Times of Tz'u-hsi 1835-1908 (Weidenfeld & Nicolson, 1972)
- Alone of All Her Sex: The Myth and the Cult of the Virgin Mary (Weidenfeld & Nicolson, 1976) ISBN 0-330-28771-0
- In a Dark Wood (Weidenfeld & Nicolson, 1977)
- Queen Victoria Sketch Book (Macmillan, 1979)
- The Crack in the Tea-Cup: Britain in the 20th Century (André Deutsch, 1979)
- Joan of Arc: The Image of Female Heroism (Weidenfeld & Nicolson, 1981)
- The Impossible Day (Methuen, 1981)
- The Impossible Night (Methuen, 1981)
- The Impossible Bath (Methuen, 1982)
- The Impossible Rocket (Methuen, 1982)
- The Skating Party (Weidenfeld & Nicolson, 1982)
- The Wobbly Tooth (André Deutsch, 1984)
- Monuments and Maidens: The Allegory of the Female Form (Weidenfeld & Nicolson, 1985)
- The Lost Father (Chatto & Windus, 1988)
- Into the Dangerous World (Chatto & Windus, 1989)
- Imagining a Democratic Culture (Charter 88, 1991)
- Indigo (Chatto & Windus, 1992)
- L'Atalante (British Film Institute, 1993)
- Mermaids in the Basement (Chatto & Windus, 1993)
- Richard Wentworth (Thames & Hudson, 1993)
- From the Beast to the Blonde: On Fairy Tales and Their Tellers (Chatto & Windus, 1994)
- Managing Monsters: Six Myths of Our Time (Reith Lectures) (Vintage, 1994)
- Wonder Tales: Six Stories of Enchantment (editor) (Chatto & Windus, 1994)
- Six Myths Of Our Time: Little Angels, Little Monsters, Beautiful Beasts, and More (New York: Vintage Books, 1995)
- Donkey Business Donkey Work: Magic and Metamorphoses in Contemporary Opera (University of Wales, 1996)
- The Inner Eye: Art beyond the Visible (National Touring Exhibitions, 1996)
- No Go the Bogeyman: Scaring, Lulling and Making Mock (Chatto & Windus, 1998)
- The Leto Bundle (Chatto & Windus, 2001)
- Fantastic Metamorphoses, Other Worlds (Oxford University Press, 2002)
- Murderers I Have Known and Other Stories (Chatto & Windus, 2002)
- Collected Poems by Sally Purcell: (preface) (Anvil Press, 2002)
- Signs & Wonders: Essays on Literature and Culture (Chatto & Windus, 2003)
- Phantasmagoria (Oxford University Press, 2006)

- Bibsys: 1507616673210
- Biblioteca Nacional de España: XX1465312
- Bibliothèque nationale de France: cb12040761d (data)
- Catàleg d'autoritats de noms i títols de Catalunya: 981058608637606706
- CiNii: DA0314756X
- Gemeinsame Normdatei: 123039169
- International Standard Name Identifier: 0000 0001 0934 3411
- Library of Congress Control Number: n78086259
- Bibliotheek van het Japanse parlement: 00476850
- Nationale Bibliotheek van Tsjechië: jn19990008932
- Nationale bibliotheek van Australië: 35591721
- Nationale Bibliotheek van Israël: 987007274107205171
- Nederlandse Thesaurus van Auteursnamen: 069016704
- Istituto Centrale per il Catalogo Unico: RAVV042413
- LIBRIS: 349408
- Système universitaire de documentation: 028605845
- Trove: 1007007
- Virtual International Authority File: 110232821
- WorldCat: E39PBJccbf6VwmwBWgV3yMdYT3